# Kojsjön (Åsele socken, Lappland)
Kojsjön är en sjö i Åsele kommun i Lappland och ingår i Ångermanälvens huvudavrinningsområde. Sjön har en area på 0,0854 kvadratkilometer och ligger 381,5 meter över havet. Sjön avvattnas av vattendraget Trehörningsbäcken.

## Delavrinningsområde
Kojsjön ingår i det delavrinningsområde (709325-158418) som SMHI kallar för Utloppet av Trehörningen. Medelhöjden är 411 meter över havet och ytan är 12,95 kvadratkilometer. Det finns inga avrinningsområden uppströms utan avrinningsområdet är högsta punkten. Trehörningsbäcken som avvattnar avrinningsområdet har biflödesordning 3, vilket innebär att vattnet flödar genom totalt 3 vattendrag innan det når havet efter 182 kilometer. Avrinningsområdet består mestadels av skog (69 procent). Avrinningsområdet har 1,83 kvadratkilometer vattenytor vilket ger det en sjöprocent på 14,2 procent.